# Káto Kerásovon
Káto Kerásovon (Kato Kerasovo) är en ort i Grekland.   Den ligger i prefekturen Nomós Aitolías kai Akarnanías och regionen Västra Grekland, i den centrala delen av landet, 210 km väster om huvudstaden Aten. Káto Kerásovon ligger 72 meter över havet och antalet invånare är 431.
Terrängen runt Káto Kerásovon är kuperad söderut, men norrut är den platt. Runt Káto Kerásovon är det ganska tätbefolkat, med 72 invånare per kvadratkilometer. Närmaste större samhälle är Agrínio, 10,5 km norr om Káto Kerásovon. == Kommentarer ==
1. ↑  Framräknat ur variansen i alla höjduppgifter (DEM 3") från Viewfinder Panoramas, inom 10 km radie.[2] Mer om algoritmen finns här: Användare:Lsjbot/Algoritmer.